# Tanytarsus desertor
Tanytarsus desertor is een muggensoort uit de familie van de dansmuggen (Chironomidae). De wetenschappelijke naam van de soort is voor het eerst geldig gepubliceerd in 2007 door Gilka & Paasivirta.